# Pastil
Pastiller er små, tablet- eller pillelignende drops eller dragerte gelèkugler. De kan have forskellige smag, det kan for eksempel være frugt-, lakrids-, salmiak- eller saltpastiller. Flere pastiller er beregnet mod ondt i halsen, såkaldte halspastiller, andre kan være tilsat stoffer for tand- eller mundhygiejnens skyld. Pastiller sælges som slik i kiosker og dagligvarebutikker.
Ordet pastil kommer fra det franske pastille og italiensk pastillo som igen stammer fra det latinske pastillum, det vil sige "pille".